# Anaïs Bourgoin
Anaïs Bourgoin (* 3. Oktober 1996 in Vendôme) ist eine französische Leichtathletin, die sich auf den Mittelstreckenlauf spezialisiert hat.

## Sportliche Laufbahn und Leben
Erste internationale Erfahrungen sammelte Anaïs Bourgoin bei den Crosslauf-Europameisterschaften 2022 in Turin, bei denen sie in 17:31 min gemeinsam mit Romain Mornet, Charlotte Mouchet und Azeddine Habz auf Anhieb die Bronzemedaille in der Mixed-Staffel hinter den Teams aus Italien und Spanien gewann. 2024 gewann sie bei den Europameisterschaften in Rom in 1:59,30 min die Bronzemedaille im 800-Meter-Lauf hinter der Britin Keely Hodgkinson und Gabriela Gajanová aus der Slowakei. Im August schied sie bei den Olympischen Sommerspielen in Paris mit 1:59,62 min im Halbfinale aus.
2024 wurde Bourgoin französische Hallenmeisterin im 800-Meter-Lauf.

## Persönliche Bestleistungen
- 800 Meter: 1:58,47 min, 2. August 2024 in Paris
  - 800 Meter (Halle): 2:02,00 min, 13. Februar 2024 in Belgrad
- 1500 Meter: 4:12,77 min, 15. Juni 2022 in Marseille
  - 1500 Meter (Halle): 4:17,32 min, 19. Februar 2023 in Aubière